# 2,2'-联噻唑
2,2'-联噻唑是一种有机化合物，化学式为(H
2C
3NS)
2。它最初通过2-溴噻唑在铜存在下的乌尔曼偶合反应制得；2-溴噻唑在−78 °C和正丁基锂及无水氯化铜反应，也能得到该化合物，但同时会生成少量2,2':5',2''-三联噻唑。
根据X射线衍射表征，它是平面分子。